# Isamu Noguči
Isamu Noguči, původně Isamu Gilmour (japonsky 野口 勇, 17. listopadu 1904 Los Angeles, 30. prosince 1988 New York City) byl japonsko-americký výtvarník, sochař, designér nábytku a zahradní architekt. Jeho kariéra trvala šest desetiletí od 20. do 80. let 20. století. Proslavil se zejména sochařskými díly ve veřejném prostoru. 

## Život

### 1904–1925
Narodil se v rodině amerického učitele japonského původu Jonedžiró Gilmoura a jeho extravagantní americké manželky, spisovatelky a editorky Léonie Gilmour-Noguči (1873–1933) V šesti letech matka odvezla Isamu do Japonska, kde navštěvoval v Jokohamě japonskou základní školu a jezuitské gymnázium. Tam se narodila jeho nevlastní sestra Ailes Gilmourová (1913–1991), pozdější tanečnice. Do New Yorku se Isamu vrátil sám roku 1918, dostudoval školu Rolling Prairie a La Porte v Indianě. Po střední škole se přestěhoval do Connecticutu, kde krátce pracoval pro sochaře Gutzona Borgluma, a poté do New Yorku. Zaujat tvary lidské tváře a lidského těla, zapsal se ke studiu medicíny na na Kolumbijské univerzitě a současně navštěvoval večerní kurzy sochařství u sochaře Onoria Ruotoly na umělecké škole Leonarda da Vinciho v newyorské Lower East Side. Po přípravce (premedica) univerzitní studia opustil, aby se živil jako sochař, především portrétních bust a figur. Vytvořil první studie monumentálních soch faraóna a Pafnucia, Ježíše Krista, krále Dionýsia s Damoklovým mečem a kopíroval sochu Abrahama Lincolna.

### 1926–1940
V roce 1926 viděl Noguči v New Yorku výstavu díla Constantina Brancusiho, která zásadně změnila jeho umělecké směřování. Se stipendiem Johna Simona Guggenheima odejel do Paříže a v roce 1927 pracoval v Brancusiho ateliéru. Inspirován jeho jednoduchostí forem a filozofií obrátil se k modernismu a abstrakci. Vdechl svým dílům lyrickou a emocionální expresivitu a auru tajemství.
Po návratu do New Yorku a rozsáhlém cestování po Asii, Mexiku a Evropě na konci 20. a ve 30. letech Noguči měl stále ještě dost zakázek sochařských portrétů, ale již začal navrhovat design v krajině a dětská hřiště. Zapojil se do spolupráce s řadou významných osobností. Přesto jeho dílo nebylo ve Spojených státech dost známě až do roku 1940, kdy dokončil monumentální sochu symbolizující svobodu tisku, kterou u něj v roce 1938 objednala Asociace novinářů pro budovu Associated Press Building v Rockefellerově centru v New Yorku. Ta byla první z početných slavných realizací ve veřejném prostoru po celém světě, od hřišť po náměstí, zahrady až kašny, všechny odrážely jeho víru ve společenský význam sochařství.

### 1942–1959
Japonský útok na Pearl Harbor a odpor proti japonským Američanům ve Spojených státech Nogučího osobně zasáhly a motivovaly, aby se stal politickým aktivistou. V roce 1942 spoluzaložil hnutí spisovatelů a výtvarných umělců za demokracii Nisei Writers and Artists Mobilization for Democracy. Skupina chtěla veřejně manifestovala vlastenectví japonských Američanů. Noguči dobrovolně vstoupil do koncentračního tábora Colorado River Relocation Center (Poston) v Arizoně, kde zůstal šest měsíců.

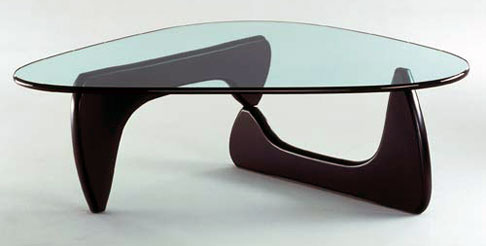
Konferenční (kávový) stolek, 1959

Po svém propuštění založil své nové studio v New Yorku, na MacDougal Alley 33 v Greenwich Village. Vrátil se ke kamenosochařství, a také ke zkoumání nových materiálů a metod. Jeho myšlenky z tohoto období se odrážejí zejména v geometrických tvarech plastik, které prezentoval v roce 1946 na výstavě Čtrnáct Američanů (Fourteen Americans) v Muzeu moderního umění v New Yorku. V roce 1947 začal Noguči spolupracovat s firmou Herman Miller, když se spojil s designéry Georgem Nelsonem, Paulem Lászlem a Charlesem Eamesem, a vytvořili katalog moderního nábytku. Tak byl v roce 1957 publikován Nogučiho ikonický konferenční (kávový) stolek. 

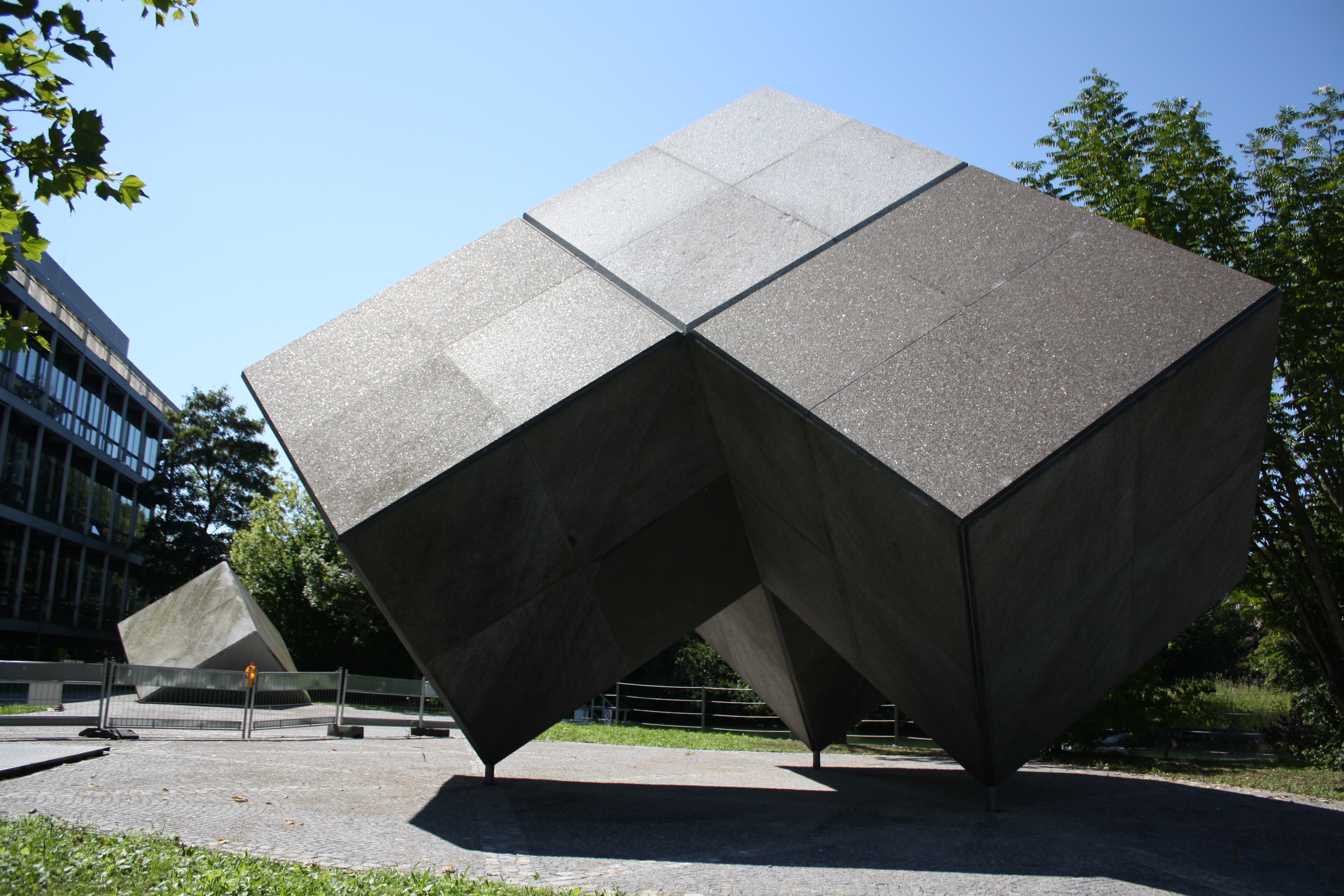
Dvojčata, Tucherův park Mnichov

Noguči nepatřil k žádnému konkrétnímu hnutí, spolupracoval s umělci různých oborů a škol. Pro tanečnici Marthu Grahamovou navrhoval jevištní výpravy již od roku 1935 opakovaně, stejně jako pro Merce Cunninghama, Ericka Hawkinse, George Balanchina a skladatele Johna Cage. Kdykoli dostal Noguči příležitost pustit se do realizace svých návrhů, chopil se jí. V roce 1937 navrhl bakelitový design radiopříjímače pro Zenith Radio Corporation a v roce 1947 zhotovil Herman Miller jeho stolek se skleněnou deskou, který se vyráběl dlouhodobě, stejně jako jeho návrhy světelných soch Akari, které byly vyvinuty v roce 1951 s použitím tradičních japonských materiálů.

### 1960–1988
V 60. letech 20. století začal Noguči v Japonsku na ostrově Šikoku spolupracovat s japonskou kamenosochařkou Masatoši Izumi, spolupráce pokračovala po zbytek jeho života. V letech 1961 až 1966 pracoval na projektu dětského hřiště s architektem Louisem Kahnem.
Nogučiho první retrospektiva ve Spojených státech byla v roce 1968 ve Whitney Museum of American Art v New Yorku. V roce 1985 Noguči otevřel The Isamu Noguchi Garden Museum, (nyní známé jako Nogučiho muzeum) na Long Islandu City v New Yorku. Je v industriální zóně, v průmyslové budově z 20. let 20. století, kde měl Noguči od roku 1960 svůj ateliér. 
V roce 1986 Noguči reprezentoval Spojené státy na Benátském bienále. V roce 1982 obdržel medaili Edwarda MacDowella za mimořádný celoživotní přínos umění; následovala Kjótská cena za umění v roce 1986; National Medal of Arts v roce 1987 a v roce 1988 Řád posvátného pokladu od japonské vlády.

## Expozice
- Výběr z Nogučiho díla je vystaven ve stálé expozici Nadace Isamu Noguchi Foundation v Zahradním muzeu v New Yorku.[6]
- Druhý ateliér v Mure v Japonsku byl zpřístupněn v roce 1999.